# (8314) Tsuji
(8314) Tsuji (1997 US8) – planetoida z pasa głównego asteroid okrążająca Słońce w ciągu 5,68 lat w średniej odległości 3,18 au. Odkryta 25 października 1997 roku.